# Tuquet de Cauarère
Le tuquet de Cauarère (en espagnol Peña Blanca) est un sommet des Pyrénées, situé sur la frontière franco-espagnole entre les Hautes-Pyrénées, en région Occitanie, et la province de Huesca dans la communauté d'Aragon, qui culmine à 2 683 ou 2 685 mètres d'altitude dans le massif de Suelza.

## Toponymie
Tuquet est un nom gascon dérivé de tuc qui désigne une hauteur, en général une butte ou une colline.

## Géographie
Il est situé entre le département des Hautes-Pyrénées en vallée d'Aure entre les vallée du Rioumajou sur la commune de Saint-Lary-Soulan et la vallée de Chistau en Espagne.

### Topographie
Il est situé à l'est du tuco de Mommour et au sud de la pène de Millarioux.

### Hydrographie
Le sommet délimite la ligne de partage des eaux entre le bassin de la Garonne côté nord, qui se déverse dans l'Atlantique, et le bassin de l'Èbre, qui coule vers la Méditerranée côté sud.

### Géologie
Le sommet, ainsi que le Tuco de Mommour à l'ouest et le Pène de Millarioux au nord, présentent des calcaires clairs du Dévonien inférieur, qui contrastent fortement avec les schistes gris cambro-ordoviciens sous-jacents. Ces trois affleurements constituent une klippe de la nappe de charriage de Gavarnie, présente plusieurs kilomètres au nord dans la vallée de la Neste d'Aure.

## Voies d'accès
Côté français on peut y accéder par la vallée du Rioumajou au départ de l'hospice du Rioumajou et côté espagnol par la vallée de Chistau au départ du refuge de Tabarnés.

## Protection environnementale
Le pic fait partie d'une zone naturelle protégée, classée ZNIEFF de type 1 : haute vallée d'Aure en rive droite, de Barroude au col d'Azet.